# Nachgeschwisterkind
Nachgeschwisterkind oder Geschwisterenkel ist eine veraltete regional verbreitete deutsche Verwandtschaftsbezeichnung für  Cousin oder Cousine 2. Grades (Vetter oder Base 2. Grades), ehemals gebräuchlich beispielsweise
- in der Pfalz[1]
- im Saarland[2]
- in Unterfranken[3]
- in Teilen Österreichs, etwa der Südoststeiermark
- bei den Donauschwaben.[4]

Die Cousins 2. Grades einer Person haben die gleichen Urgroßeltern und sind Kinder ihrer Onkel oder Tanten 2. Grades. 
Die dem Wort zugrundeliegenden Geschwister waren ein eigenes Großelternteil und eine Großtante oder Großonkel.
Eine ähnliche Bezeichnung kannte das Altfränkische mit aftersusterling.